# Edilson Silva
Edilson Francisco da Silva (Resende, 02 de julho de 1968) é um servidor público e político brasileiro, filiado ao Partido Comunista do Brasil. 

## Biografia
Iniciou a militância política como secundarista, no movimento estudantil, presidindo o grêmio da Escola Técnica onde formou-se técnico industrial. Com 19 anos, ingressou na antiga Rede Ferroviária Federal (RFFSA), trabalhando na manutenção de locomotivas. Ali começou sua vida sindical, onde conheceu o PT, partido ao qual filiou-se em 1988. Foi dirigente sindical dos Ferroviários de Tubarão (SC), dos Ferroviários do Nordeste, da Federação Nacional da categoria e da CUT. Foi Coordenador do MNU – Movimento Negro Unificado. Fundou o PSTU em 1994. Em 2004 foi um fundadores do PSOL, partido que presidiu em Pernambuco. Na ALEPE, presidiu a Comissão de Cidadania, Direitos Humanos e Participação Popular.
Disputou o governo do PE em 2006 pela coligação PSOL/PCB, obteve 26.786 votos, que representa pouco mais de 0,5%. Já em 2010, 37.257 votos para o mesmo cargo. 
Disputou a chefia do executivo da capital pernambucana em 2008 recebendo 25.568 votos, 3% dos votos válidos. Concorre novamente em 2016 pela coligação Seja a mudança, formada pelo PSOL e pelo Partido Comunista Brasileiro. 
Em 2014, foi eleito deputado estadual com mais de 30 mil votos, sendo com isso o primeiro parlamentar eleito do PSOL para a Assembleia Legislativa de Pernambuco (ALEPE). 
Nas eleições de 2018 não conseguiu ser reeleito para o cargo de Deputado Estadual. Deixou o partido em maio de 2019, junto com outras lideranças locais alegando perseguição, falta de espaço político e “menosprezo” nas últimas eleições pela direção estadual do partido. Em outubro do mesmo ano anunciou sua filiação ao PCdoB.
Trabalha na Secretaria de Meio Ambiente de Pernambuco (SEMAS) desde 2021, sendo nomeado Secretario Executivo da SEMAS em junho de 2022. 